# Гудуин (мели)

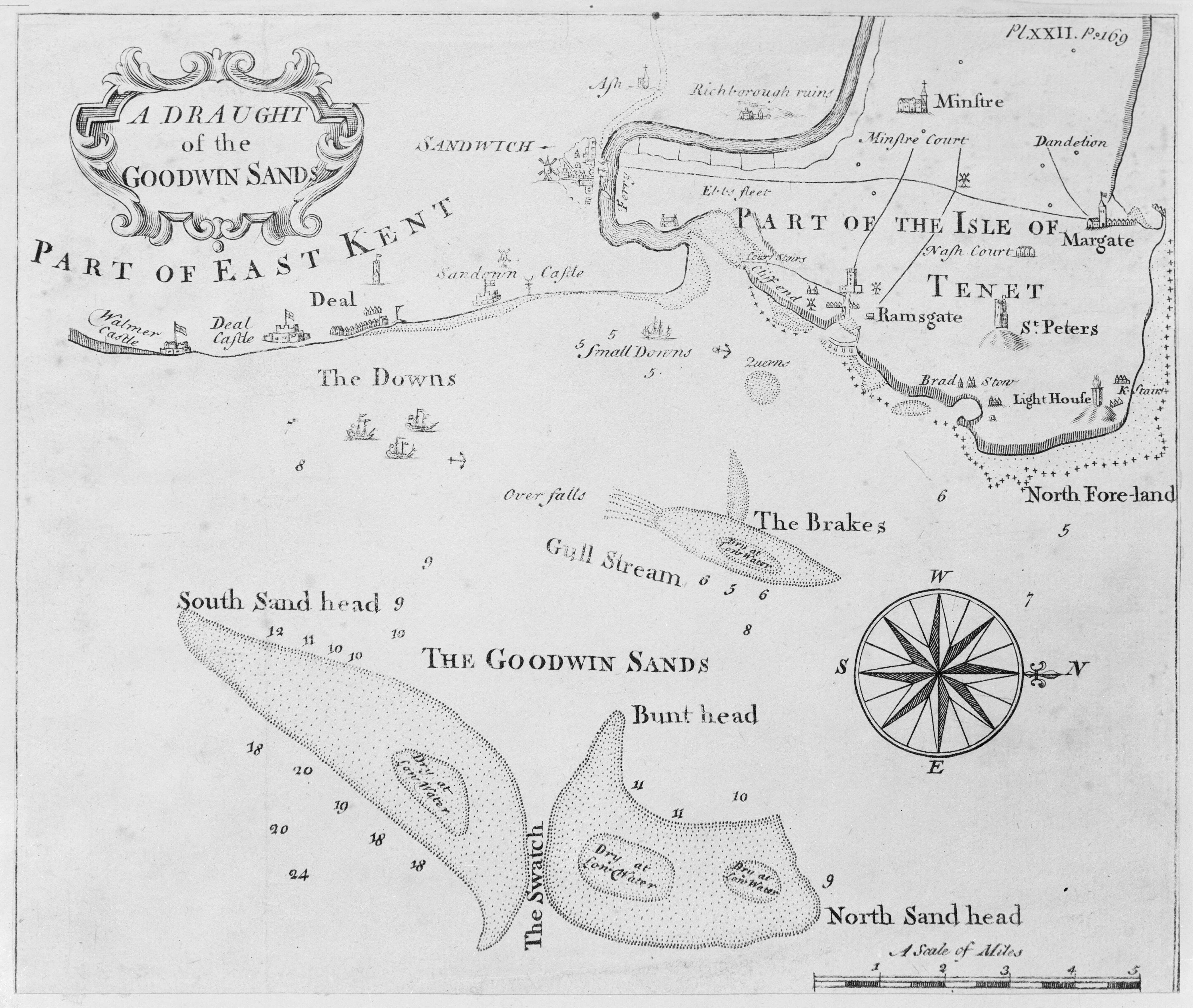
Мели Гудуин, защищённая якорная стоянка Даунс и побережье Кента на карте 1750 года

Гу́дуин (англ. Goodwin Sands — «Пески Гудвина») — мели в южной части Северного моря, располагаются к северу от северо-восточной оконечности пролива Па-де-Кале, примерно в 10 км от города Дил на побережье Кента, Великобритания. Между мелями Гудуин и побережьем Кента расположена защищённая якорная стоянка Даунс. Представляют собой 16-километровую группу отмелей, известную тем, что здесь погибло более 2000 кораблей. Причиной такого обилия кораблекрушений является то, что отмели расположены на оживлённых морских путях.

## Возникновение отмели
В начале II тыс. (н. э.) на месте мелей находился остров Ломэа (англ. Lomea), площадью примерно 1600 гектаров (ок. 4000 акров). Море постепенно размывало побережье острова, поэтому местные церковники собрали с населения деньги на строительство дамбы.
Однако церковники вместо этого истратили собранные деньги на ремонт местной церкви.
В результате около 1100 года море размыло остров, и на его месте образовались мели.
По другой гипотезе, о́строва Ломэа никогда не существовало. То есть, когда-то тут была суша, но она стала мелями между 7600 г. до н. э. и 5000 г. до н. э., то есть в доисторические времена.

## Общие сведения

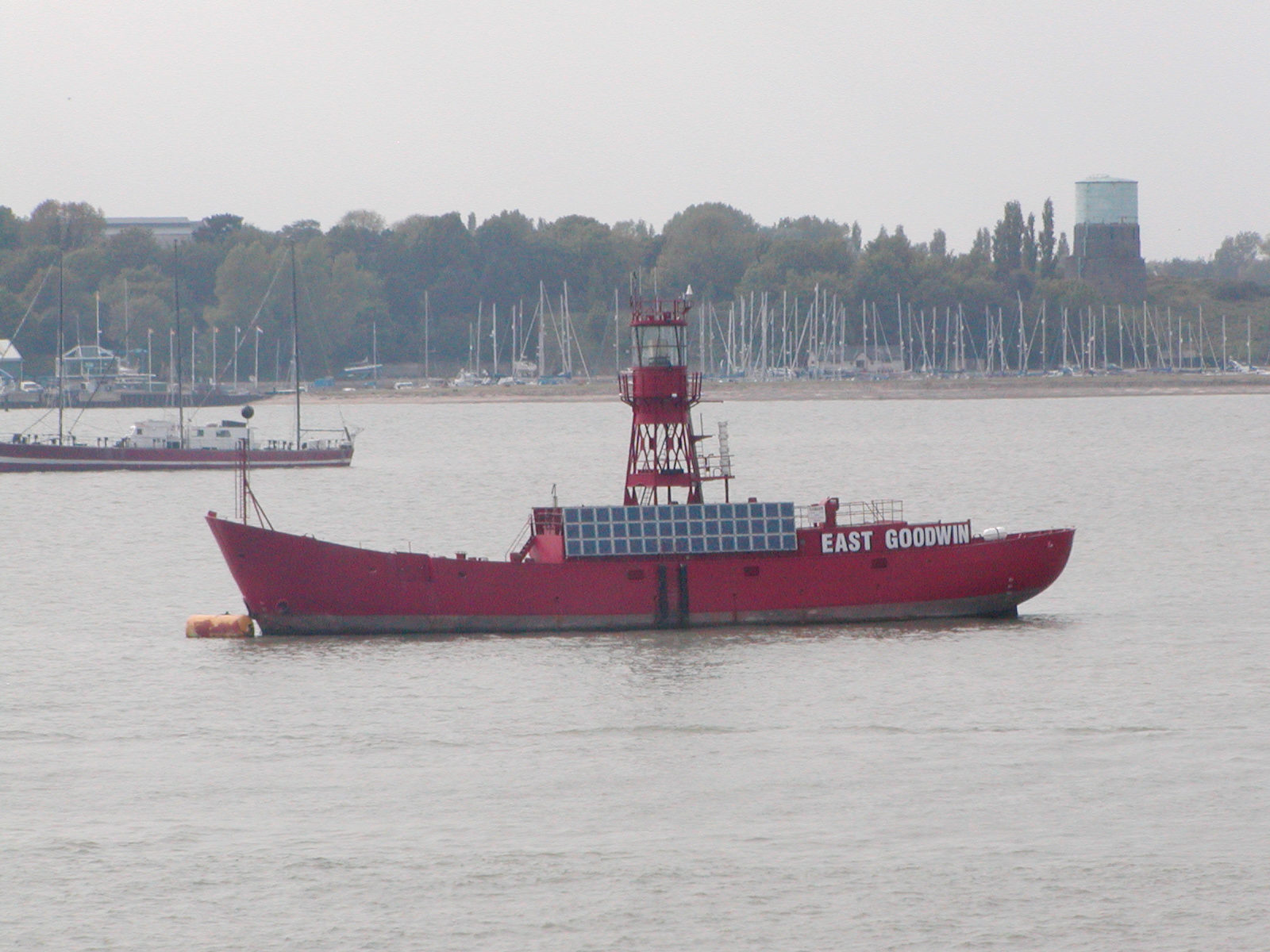
Плавучий маяк «Восточный Гудвин»

Стационарные маяки на мелях поставить не удалось, так как пески не выдерживают веса каменной постройки. Вокруг мелей были поставлены плавучие маяки: «Северный Гудвин», «Южный Гудвин», «Восточный Гудвин». В 1954 году в шторм один из этих маяков — «Южный Гудвин» — был выброшен на эту мель и погиб.
Попытки бурения на мелях выявили, что пески обильно насыщены останками кораблей, погибших на мелях за несколько веков.

## Кораблекрушения

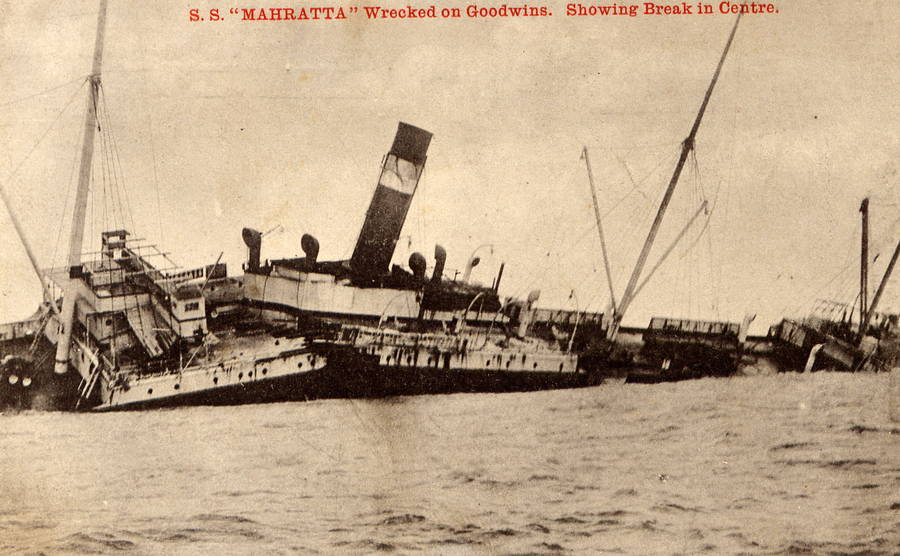
Гибель ' на Мелях Гудвина в 1909-м году.

Мели имеют то свойство, что из-под попавшего на мель корабля песок вымывается прибоем так, что в результате корабль разламывается пополам.

### Знаменитые погибшие суда
| №  | Дата попадания на мель | Корабль                                    | Примечания |
| -- | ---------------------- | ------------------------------------------ | --- |
| 1  | 1690                   | HMS Vanguard (1678)                        | |
| 2  | 1703                   | HMS Stirling Castle (1679)                 | В Великий шторм 1703 года. |
| 3  | 1703                   | HMS Northumberland (1679)                  | В Великий шторм 1703 года. |
| 4  | 1703                   | HMS Restoration (1678)                     | В Великий шторм 1703 года. |
| 5  | 1703                   | HMS Mary (1650)                            | В Великий шторм 1703 года. |
| 6  | 1703                   | HMS Mortar                                 | В Великий шторм 1703 года. Погиб со всеми 65-ю членами экипажа. |
| 7  | 1740                   | Rooswijk                                   | |
| 8  | 13 февраля 1748        | Lady Lovibond                              | Согласно легенде (возможно, корабль вымышленный). |
| 9  | 1851                   | Mary White (lifeboat)                      | Погиб на Мелях Гудвина в бурю в 1851 году. Семь человек экипажа были спасены спасательной шлюпкой из Broadstairs.                                                               |
| 10 | 05 января 1857         | SS The Violet                              | Погиб с 17-ю членами экипажа, почтовым охранником и одним пассажиром. |
| 11 | 1907                   | Бельгийский сухогруз SS Cap Lopez          | |
| 12 | 1909                   | SS Mahratta (1891)                         | Одноимённый корабль погиб в 1939 году (см. ниже). |
| 13 | 1914                   | SS Montrose (1897)                         | |
| 14 | 15 декабря 1915        | Военно-морской тральщик HMT Etoile Polaire | Подорвался на мине и погиб на Мели Гудвина (во время Первой мировой войны). |
| 15 | 1939                   | SS Mahratta (1917)                         | Одноимённый корабль погиб в 1909 году (см. выше). |
| 16 | июнь 1953              | Грузовой корабль «Prospector»              | SS Chusan столкнулся с грузовым кораблём «Prospector» вблизи Мелей Гудвина, нанёс ему большие повреждения и почти потопил его (так что «Prospector» потерпел ущерб не от мели). |
| 17 | 1954                   | Плавучий маяк «Южный Гудвин»               | Выброшен на мель в шторм. |
| 18 | ноябрь 1991            | MV Ross Revenge                            | Корабль оффшорной пиратской радиостанции Radio Caroline. Это кораблекрушение фактически закончило её существование в Великобритании.                                            |

## Погибший самолёт
26 августа 1940 года после бомбардировки на Мель Гудвина совершил вынужденную посадку немецкий бомбардировщик типа Dornier Do 17 Z2. Два из четырёх членов экипажа погибли при ударе самолёта при посадке, двое других попали в плен. Самолёт был обнаружен в песках в сентябре 2008 года, и 10 июня 2013 был поднят из песков. Планируется восстановить этот самолёт, так как это один из двух сохранившихся самолётов этого типа.